# Vi ärvde deras drömmar
 Vi ärvde deras drömmar  är en självbiografi skriven av Aila Nordh. Boken är utgiven 2016.

## Handling
Boken handlar om en familj i Finland, pappa Toivo, mamma Helli, barnet Sinnika som är bokens berättare och hennes syskon. Det ska bli sex syskon. Pappa Tovio kallas in i finska vinterkriget 1939, strider, såras, strider igen och återkommer mirakulöst levande hem när freden undertecknas, för alltid märkt av sina upplevelser. Livet är hårt i Finland på denna tiden, fattigt och dåligt med jobb. Familjen utvandrar till Sverige på rekommendation från en krigskamrat. 
Familjen hamnar i Fagersta där pappan ska söka jobb. Han hamnar med familjen i Högfors där hans jobb blir att köra ut träkol ur kolladan till masugnen. Sinnika börjar i skolan i Norberg. I arbetet med att skyffla och köra träkol blir Toivo helt svart och han söker sig i stället till skogsarbete. Livet är hårt, det är svårt att klara ekonomin och problemen hopar sig för familjen. Senare får Toivo arbete i Fagersta bruk, därefter återigen Högfors. Då händer det sig att Florrie Hamilton, herrgårdsfröken på Högfors Herrgård låter Sinnika arbeta i trädgården under somrarna vilket får stor betydelse för framtiden. Familjen hamnar slutligen i Ramnäs bruk. Sinnika växer upp och med tur och skicklighet får hon ett bra liv. 
Boken är väl skriven och lättläst man vill bara fortsätta läsa. Läsaren får ur flickans ögon uppleva familjens liv i med- och motgång och det är många motgångar. Det är en berättelse om glädje och sorg, vänskap och kärlek, klass och utanförskap.